# Ljudmila Gurjewa
Ljudmila Gurjewa (kasachisch-kyrillisch Людмила Гурьева; * 12. März 1977 in Alma-Ata) ist eine frühere kasachische Biathletin.
Ljudmila Gurjewa lebt in Almaty und startete für TSSK. Die Sportlehrerin begann 1993 mit dem Biathlonsport. In Bad Gastein gab sie 1994 ihr Debüt im Biathlon-Weltcup und wurde 67. eines Sprintrennens. Höhepunkt der ersten Saison wurden für die Kasachin die Biathlon-Weltmeisterschaften 1995 in Antholz, bei denen sie 40. des Sprints und mit Galina Awtajewa, Margarita Dulowa und Jelena Muraschko 13. im Staffelrennen wurde. Zwei Jahre später folgte die Teilnahme an den Weltmeisterschaften 1997 in Osrblie. Mit Platz 62 im Einzel und 68 im Sprint konnte sie ebenso wenig wie mit Rang 12 an der Seite von Inna Scheschkil, Jelena Dubok und Dulowa im Mannschaftsrennen nennenswerte Resultate erreichen. Bestes Ergebnis wurde ein sechster Platz mit der Staffel, den Gurjewa mit denselben Mitstreiterinnen wie im Mannschaftsrennen erreichte. In Östersund konnte sie früh in der Saison 1997/98 als 20. eines Sprintrennens erstmals Weltcuppunkte gewinnen. Es war zugleich das beste Einzelergebnis von Gurjewa im Weltcup. Höhepunkt der Saison wurden die Olympischen Winterspiele 1998 in Nagano. Bei den Wettkämpfen von Nozawa Onsen kam die Kasachin auf den 23. Platz im Einzel und wurde mit Scheschkil, Dulowa und Dubok Elfte im Staffelrennen. Im Jahr darauf wurden die Winterasienspiele in Gangwon-do der Saisonhöhepunkt der Kasachin. Mit Awtajewa, Dulowa und Dubok gewann sie im Staffelrennen vor den favorisierten Chinesinnen den Titel. Danach dauerte es zwei Jahre, bis Gurjewa in Pokljuka erneut und nun zum letzten Mal bei einem internationalen Großereignis zum Einsatz kam. Im Einzel belegte sie den 29. Platz, wurde 46. des Sprints und 50. des Verfolgungsrennens. Nach der Saison 2001/02 beendete sie ihre Karriere.

## Bilanz im Biathlon-Weltcup
Die Tabelle zeigt alle Platzierungen (je nach Austragungsjahr einschließlich Olympische Spiele und Weltmeisterschaften).
- 1.–3. Platz: Anzahl der Podiumsplatzierungen
- Top 10: Anzahl der Platzierungen unter den ersten zehn (einschließlich Podium)
- Punkteränge: Anzahl der Platzierungen innerhalb der Punkteränge (einschließlich Podium und Top 10)
- Starts: Anzahl gelaufener Rennen in der jeweiligen Disziplin

| Platzierung | Einzel | Sprint | Verfolgung | Massenstart | Team | Staffel | Gesamt |
| ----------- | ------ | ------ | ---------- | ----------- | ---- | ------- | ------ |
| 1. Platz    |        |        |            |             |      |         |        |
| 2. Platz    |        |        |            |             |      |         |        |
| 3. Platz    |        |        |            |             |      |         |        |
| Top 10      |        |        |            |             |      | 1       | 1      |
| Punkteränge | 3      | 2      |            |             | 2    | 6       | 13     |
| Starts      | 19     | 33     | 7          |             | 2    | 8       | 69     |